# Ancylorhynchus maculatus
Ancylorhynchus maculatus är en tvåvingeart som först beskrevs av Jacques-Marie-Frangile Bigot 1878.  Ancylorhynchus maculatus ingår i släktet Ancylorhynchus och familjen rovflugor. Inga underarter finns listade i Catalogue of Life.